# Martin Wehrmann
Martin Wehrmann (né le 16 juin 1861 à Stettin et mort le 29 septembre 1937 à Stargard-en-Poméranie) est un historien allemand et professeur de lycée. Son travail sur l'histoire de la Poméranie est encore aujourd'hui considéré comme fondamental.

## Biographie
Martin Wehrmann est le fils de l'inspecteur scolaire provincial Theodor Wehrmann (de). Il étudie la philologie classique et l'histoire de 1879 à 1882, d'abord à l'Université de Leipzig, où il rejoint la Leipziger Burschenschaft Germania, puis à l'Université de Berlin et à l'Université de Greifswald et à l'Université de Halle, où il devient membre de l'association des chanteurs Fridericiana en 1879 et obtient son doctorat en 1882. Il devient ensuite professeur de lycée. Il devient d'abord enseignant aux Fondations Francke à Halle. En 1884, il retourne dans sa ville natale Stettin, où il devient professeur principal au lycée de l'abbaye Sainte-Marie. En avril 1912, il devint directeur du lycée de Greifenberg et en octobre 1921 directeur du lycée de Stargard. À Stargard, où il prend sa retraite en 1926, et vit jusqu'à sa mort en 1937.
Wehrmann a fait des recherches et écrit sur l'histoire de la Poméranie ; son travail est encore aujourd'hui considéré comme fondamental. Ses recherches le mènent jusqu'à Rome, où il consulte des documents relatifs à la Poméranie dans les archives du Vatican. Ses deux ouvrages principaux, le Geschichte der Stadt Stettin (1911) et le Geschichte von Pommern (2e édition 1920-21), sont réimprimés plusieurs fois à partir des années 1980. En plus d'autres écrits individuels, Wehrmann écrit un grand nombre d'essais, en particulier pour les Baltische Studien et les Pommersche Jahrbücher (de). Il ne voit pas l'impression de son dernier ouvrage publié, la Genealogie des pommerschen Herzogshauses (1937); cet ouvrage est désormais "généralement reconnu comme un ouvrage de référence". La publication d'une biographie du duc Bogusław X qu'il préparait encore pour l'impression est empêché par le déclenchement de la guerre et le manuscrit est perdu.
En 1886, il est élu membre du conseil d'administration de la Société d'histoire, d'antiquité de Poméranie. Entre 1887 et 1912, il édite l'annuaire Baltische Studien de la société avec Emil Walter. En même temps, il est rédacteur en chef des Monatsblätter der Gesellschaft für pommersche Geschichte und Altertumskunde et co-rédacteur en chef des Pommersche Lebensbilder. C'est en grande partie grâce à l'initiative de Wehrmann que les autorités provinciales de Poméranie créent la Commission historique de Poméranie en 1910.
À l'occasion du retour de son 100e anniversaire, la Société d'histoire de Poméranie lui consacre une exposition intitulée "Bedeutende Pommern aus fünf Jahrhunderten" (Poméraniens importants de cinq siècles), qui s'est tenue du 18 novembre au 14 décembre 1961 à la mairie de Berlin-Charlottenbourg. Dans le catalogue de l'exposition compilé par Immanuel Meyer-Pyritz (de), il y a un portrait en relief de Martin Wehrmann sur une plaque.

## Succession
La succession de Martin Wehrmann est conservée aux Archives d'État de Stettin .

## Travaux